# Schlappmaulorden
Der Kitzinger Schlappmaulorden ist eine seit 1989 verliehene Auszeichnung, die im Rahmen der Prunksitzung der Kitzinger Karnevalsgesellschaft (KIKAG e.V.) übergeben wird. Der Orden ist einer Maske nachempfunden, die einst eine Gaststätte in der Nähe des Falterturms zierte und 1988 im Keller der Karnevalsgesellschaft wiederentdeckt wurde.
Die geehrten Personen oder Institutionen werden vom Elferrat des Karnevalsvereins gewählt. Den Ordernsträgern wird durch den Preis eine „gar trefflich lockere Zunge“ bescheinigt und die Fähigkeit, ein „schlagkräftiges Wort zu führen“. Die bisherigen Preisträger sind Personen der Zeitgeschichte, die in dem jeweiligen Jahr zuvor durch Wortwitz auf sich aufmerksam gemacht haben.
Es ist Tradition, dass der letztjährig ausgezeichnete Ordensträger die Laudatio auf den jeweils nachfolgend Ausgezeichneten hält.

## Preisträger
- 1989 Schorschla, eine Kolumne in der örtlichen Zeitung
- 1990 Bernd Heller
- 1991 Wolfgang Bötsch
- 1992 Jürgen Möllemann
- 1993 Hans-Dietrich Genscher
- 1994 Renate Schmidt
- 1995 Klaus Bresser, Peter Gauweiler und  Gerd Rubenbauer
- 1996 Lothar Späth
- 1997 Bodo H. Hauser und Ulrich Kienzle
- 1998 Regine Hildebrandt
- 1999 Hans Spitzner
- 2000 Helmut Kohl
- 2001 Erwin Huber
- 2002 Markus Walsch und Guido Westerwelle
- 2003 Gregor Gysi
- 2004 Franz Maget[1]
- 2005 Klaus Karl-Kraus
- 2006 Marcus Fahn
- 2007 Günther Beckstein[2]
- 2008 Gabriele Pauli[3]
- 2009 Chris Boettcher
- 2010 Marcel Reif
- 2011 Michl Müller[4]
- 2012 Alfons Schuhbeck[5]
- 2013 Wolfgang Kubicki[6]
- 2014 Claudia Roth[7]
- 2015 Waldemar Hartmann
- 2016 Sabine Leutheusser-Schnarrenberger[8]
- 2017 Wolfgang Bosbach[9][10]
- 2018 Barbara Stamm[11]
- 2019 Hubert Aiwanger[12]
- 2020, 2021 und 2022 Markus Söder
- 2023 Luise Kinseher[13][14]
- 2024: Volker Heißmann
- 2025: Ines Procter